# Canal de San Clemente
Canal de San Clemente (también llamada San Clemente o El Canal) es una localidad y pedanía española perteneciente al municipio de Huéscar, en la provincia de Granada, comunidad autónoma de Andalucía. Está situada en la parte central de la comarca de Huéscar. A tan solo un kilómetro del embalse de San Clemente, cerca de esta localidad se encuentran los núcleos de La Parra y Duda.

## Demografía
Según el Instituto Nacional de Estadística de España, en el año 2022 El Canal de San Clemente contaba con 14 habitantes censados, lo que representa el 0,19% de la población total del municipio.

### Evolución de la población
| Gráfica de evolución demográfica de Canal de San Clemente entre 2012 y 2022 |
|                                                                             |
| Datos según el nomenclátor publicado por el INE.                            |